# Australie au Concours Eurovision de la chanson 2019
L'Australie est l'un des quarante et un pays participants du Concours Eurovision de la chanson 2019, qui se déroule à Tel-Aviv en Israël. Le pays est représenté par la chanteuse Kate Miller-Heidke et sa chanson Zero Gravity, sélectionnés via l'émission Australia Decides, la première sélection télévisée australienne pour l'Eurovision. Le pays finit 9e lors de la finale du Concours avec 284 points.

## Sélection
Le diffuseur SBS annonce sa participation au concours le 2 octobre 2018. 

### Format
L'émission Australia Decides est, dès l'annonce de la participation du pays, envisagée comme moyen de sélection de l'artiste. Dix artistes sont en compétition lors d'une finale unique, se tenant le 9 février 2019, où le gagnant est déterminé par une combinaison de vote d'un jury pour une moitié et du télévote australien pour l'autre moitié.

### Finale
Les dix chansons en compétition sont révélées en trois fois, entre décembre 2018 et janvier 2019. Elles sont :
- Vainqueur
- Deuxième
- Troisième

| #  | Artiste            | Chanson             | Langue                  | Jury | Télévote | Total | Place |
| -- | ------------------ | ------------------- | ----------------------- | ---- | -------- | ----- | ----- |
| 1  | Ella Hooper        | Data Dust           | Anglais                 | 12   | 06       | 18    | 10e   |
| 2  | Electric Fields    | 2000 and Whatever   | Anglais, Pitjantjatjara | 44   | 70       | 114   | 2e    |
| 3  | Mark Vincent       | This Is Not the End | Anglais                 | 19   | 19       | 38    | 7e    |
| 4  | Aydan Calafiore    | Dust                | Anglais                 | 38   | 10       | 48    | 6e    |
| 5  | Courtney Act       | Fight for Love      | Anglais                 | 26   | 26       | 52    | 4e    |
| 6  | Leea Nanos         | Set Me Free         | Anglais                 | 10   | 11       | 21    | 9e    |
| 8  | Alfie Arcuri       | To Myself           | Anglais                 | 35   | 14       | 49    | 5e    |
| 7  | Sheppard           | On My Way           | Anglais                 | 41   | 46       | 87    | 3e    |
| 9  | Kate Miller-Heidke | Zero Gravity        | Anglais                 | 48   | 87       | 135   | 1er   |
| 10 | Tania Doko         | Piece of Me         | Anglais                 | 17   | 06       | 23    | 8e    |

Remportant le vote des jurys et le télévote, Kate Miller-Heidke est désignée comme représentante de l'Australie à l'Eurovision 2019 au terme de la sélection.

## À l'Eurovision
L'Australie participe à la première demi-finale, le 14 mai. Y terminant en première position avec 261 points, le pays se qualifie pour la finale, où il termine finalement 9e avec 284 points